# بز کوهی والیا
بز کوهی والیا (نام علمی: Capra walie) نام یک گونه از سرده بز کوهی است.